# Love is News
 Love Is News és una comèdia romàntica estatunidenca dirigida per Tay Garnett, estrenada el 1937, protagonitzada per Tyrone Power, Loretta Young, i Don Ameche. La cinta va ser dirigida per Tay Garnett i va ser la primera pel·lícula en què Power va estar ben pagat. Va tenir un remake el 1947 a That Wonderful Urge, també amb Power i Gene Tierney.

## Argument
La tasca del periodista Steven Leyton és ensumar en les vides privades, al seu entendre, frívoles i ocioses, dels rics. Un dia, Tony Gateson, una rica hereva filla del financer Gateson i un dels seus personatges favorits, decideix pagar-lo amb la mateixa moneda en anunciar el seu pròxim compromís amb el jove. A partir d'aquell moment, cada detall de la vida de Leyton serà també d'interès públic.

## Repartiment
- Tyrone Power: Steve Layton
- Loretta Young: Toni Gateson
- Don Ameche: Marty Canavan
- Slim Summerville: Jutge Hart
- Dudley Digges: Cyrus Jeffrey
- Walter Catlett: Eddie Johnson
- George Sanders: Comte Andre de Guyon
- Jane Darwell: Sra. Flaherty
- Stepin Fetchit: Penrod
- Pauline Moore: Lois Westcott
- Elisha Cook Jr.: Egbert Eggleston
- Frank Conroy: A.G. Findlay
- Edwin Maxwell: Kenyon
- Charles Williams: Joe Brady
- Julius Tannen: Logan